# Temelucha australiensis
Temelucha australiensis är en stekelart som först beskrevs av Szepligeti 1906.  Temelucha australiensis ingår i släktet Temelucha och familjen brokparasitsteklar. Inga underarter finns listade i Catalogue of Life.